# Kuratorium für Verkehrssicherheit
Koordinaten: 48° 9′ 55,6″ N, 16° 22′ 43,9″ O
Das Kuratorium für Verkehrssicherheit (KFV) ist ein österreichischer gemeinnütziger Verein, der besonders die Hebung der Verkehrssicherheit, aber auch der Sicherheit in der Freizeit und im Haushalt zum Ziel hat. Die Bereiche Kriminalitäts-Prävention, Naturkatastrophen und Brandverhütung runden das Arbeitsspektrum des KFV ab.

## Geschichte und Organisation
Der Verein wurde im Jahr 1959 als privater Verein gegründet. Mitglieder sind der ÖAMTC, der ARBÖ, die AUVA und der Verband der Versicherungsunternehmen Österreich.
Der Verein hat seinen Sitz in Wien-Favoriten, Hauptgeschäftsführer ist Christian Schimanofsky (seit 2023).
Die KFV Sicherheit-Service GmbH ist eine 100-prozentige Tochter des KFV, die sich in den Geschäftsfeldern Verkehrspsychologie, Verkehrstechnik sowie Brandschutz bewegt. Sie agiert als eigenständiges Unternehmen und bietet ihre Dienstleistungen privaten und öffentlichen Kunden an.

## Agenden
Das strategische Ziel des KFV ist es, einen Mehrwert durch umfassende Präventionsarbeit zu schaffen. Um dieses Ziel zu erreichen, kooperiert das KFV nicht nur eng mit politischen Entscheidungsträgern, sondern auch mit vielen großen Wirtschaftsunternehmen. Das KFV setzt für sie und mit ihnen Studien und Projekte um, entwickelt Kampagnen und strategische Kooperationen und versucht diese Initiativen öffentlichkeitswirksam zu positionieren.
Laut KFV hat es auch gute Kontakte zu den Ministerien und gesetzgebenden Körperschaften und hat dadurch beratenden Einfluss auf die Gesetzgebung im Straßenverkehrsrecht, wie beispielsweise auf die Straßenverkehrsordnung.
Der Verein veröffentlicht jährlich die Unfallbilanz in Österreich. Demnach passierten im Jahr 2023 die meisten Unfälle nach Lebensbereichen im Haushalt (hochgerechnet 323.700 Verletzte). Danach kommen Freizeitunfälle (255.600 Verletzte) und Verkehrsunfälle (92.200 Verletzte, davon rund 60 % polizeilich gemeldet).